# Герб комуни Мутала
Герб комуни Мутала (швед. Motala kommunvapen) — символ шведської адміністративно-територіальної одиниці місцевого самоврядування комуни Мутала.

## Історія
Герб було розроблено міста Мутала 1881 року. У 1949 році герб зазнав незначних змін і отримав королівське затвердження.   
Після адміністративно-територіальної реформи, проведеної в Швеції на початку 1970-х років, муніципальні герби стали використовуватися лишень комунами. Цей герб від 1971 року не використовувався й лише 1982 року перебраний для нової комуни Мутала.
Герб комуни офіційно зареєстровано 1984 року.

## Опис (блазон)
У срібному полі синій перев’яз ліворуч, над яким — два чорні орлині крила, завершені мавп'ячими головами й опущені додолу, а під ним — червоний пропелер.

## Зміст
Синя смуга означає Йота-канал. Орлині крила походять з герба Бальтзара фон Плятена, який керував будівництвом цього каналу. Пропелер (гребний гвинт) уособлює суднобудування.